# Chiesa di Santa Caterina (Livorno)
La chiesa di Santa Caterina è un luogo di culto cattolico di Livorno, in piazza dei Domenicani; la sua alta cupola è l'elemento di spicco dello storico quartiere della Venezia Nuova, edificato a partire dalla prima metà del Seicento.
All'interno si trova un altare della comunità siro-maronita; inoltre un'epigrafe ricorda che in questa chiesa pregò Elizabeth Ann Bayley Seton.

## Storia

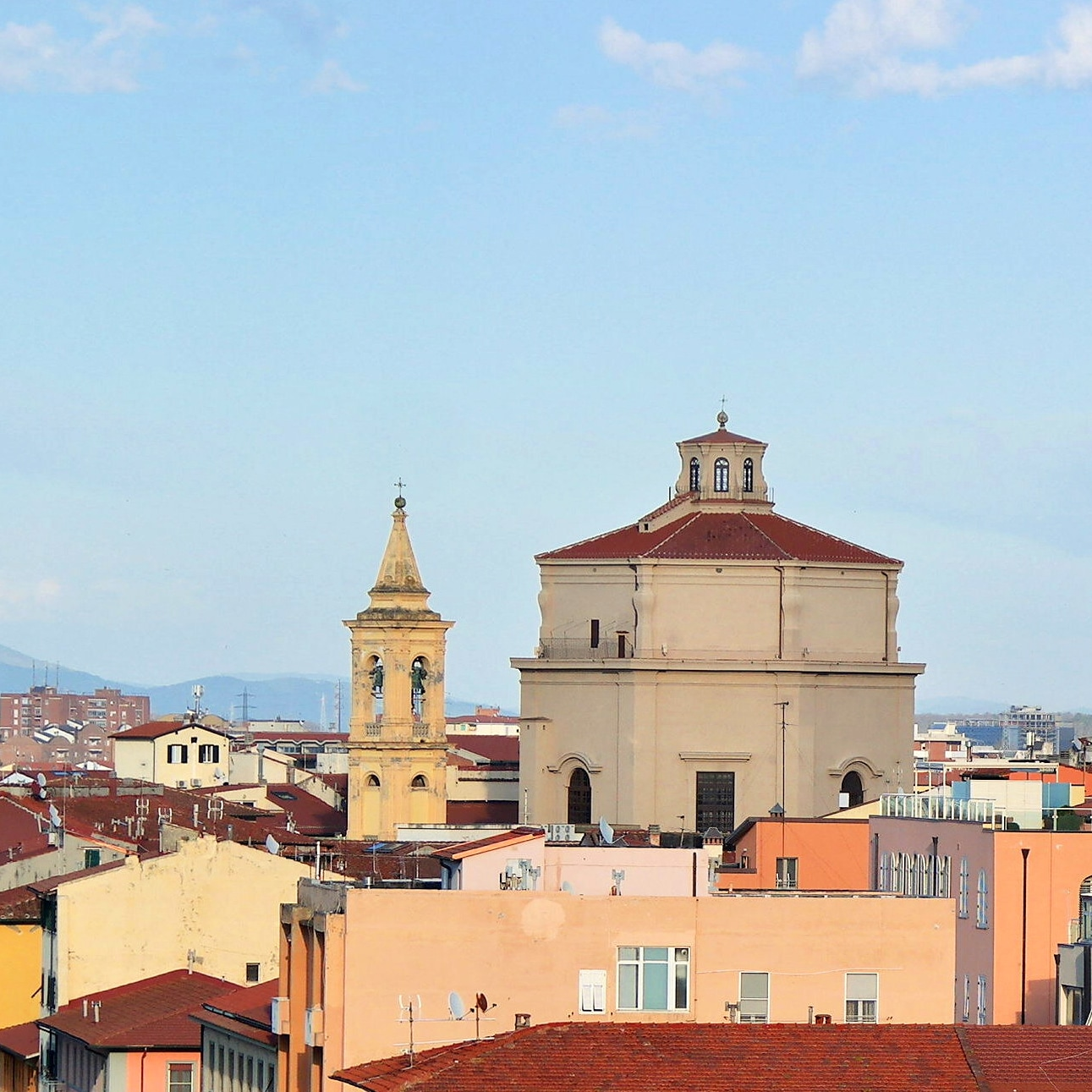
La cupola della chiesa vista dalla torre della Fortezza Vecchia

La chiesa fu eretta in sostituzione di una chiesa minore, annessa al convento domenicano, a partire dal 1720 dall'architetto Giovanni del Fantasia a lato del Rivellino di San Marco; una guida ottocentesca della città di Livorno riporta curiosamente che essa sarebbe dovuta sorgere ad imitazione del Pantheon di Roma.
Le ambizioni del progettista si scontrarono però con le difficoltà legate a numerose interruzioni dei lavori: alla direzione della fabbrica si susseguirono quindi Alessandro Saller, Giovanni Masini ed infine Giuseppe Ruggeri.
Durante la costruzione della cupola ottagonale si manifestarono inoltre problemi di natura statica, che resero necessario cingere l'estradosso della cupola con un possente tiburio, che ancora oggi domina il panorama urbano livornese. La chiesa fu dotata anche di uno slanciato campanile, il cui disegno è stato accostato, non senza riserve, al celebre Ferdinando Fuga.
Nel 1753 la chiesa, incompleta della facciata, fu aperta al culto ed affidata ai padri domenicani, che erano già ospitati nell'attiguo convento.
Tuttavia, durante il periodo napoleonico, il convento fu chiuso ed adibito a carcere, funzione che ha mantenuto fino agli ultimi decenni del Novecento, quando il carcere è stato trasferito in località Salviano; più recentemente sono stati avviati i lavori di restauro per ospitarvi la nuova sede dell'Archivio di Stato, mentre altri grandi restauri, ufficialmente portati a termine la Domenica delle Palme del 2005, hanno interessato la cupola della chiesa.

## Descrizione

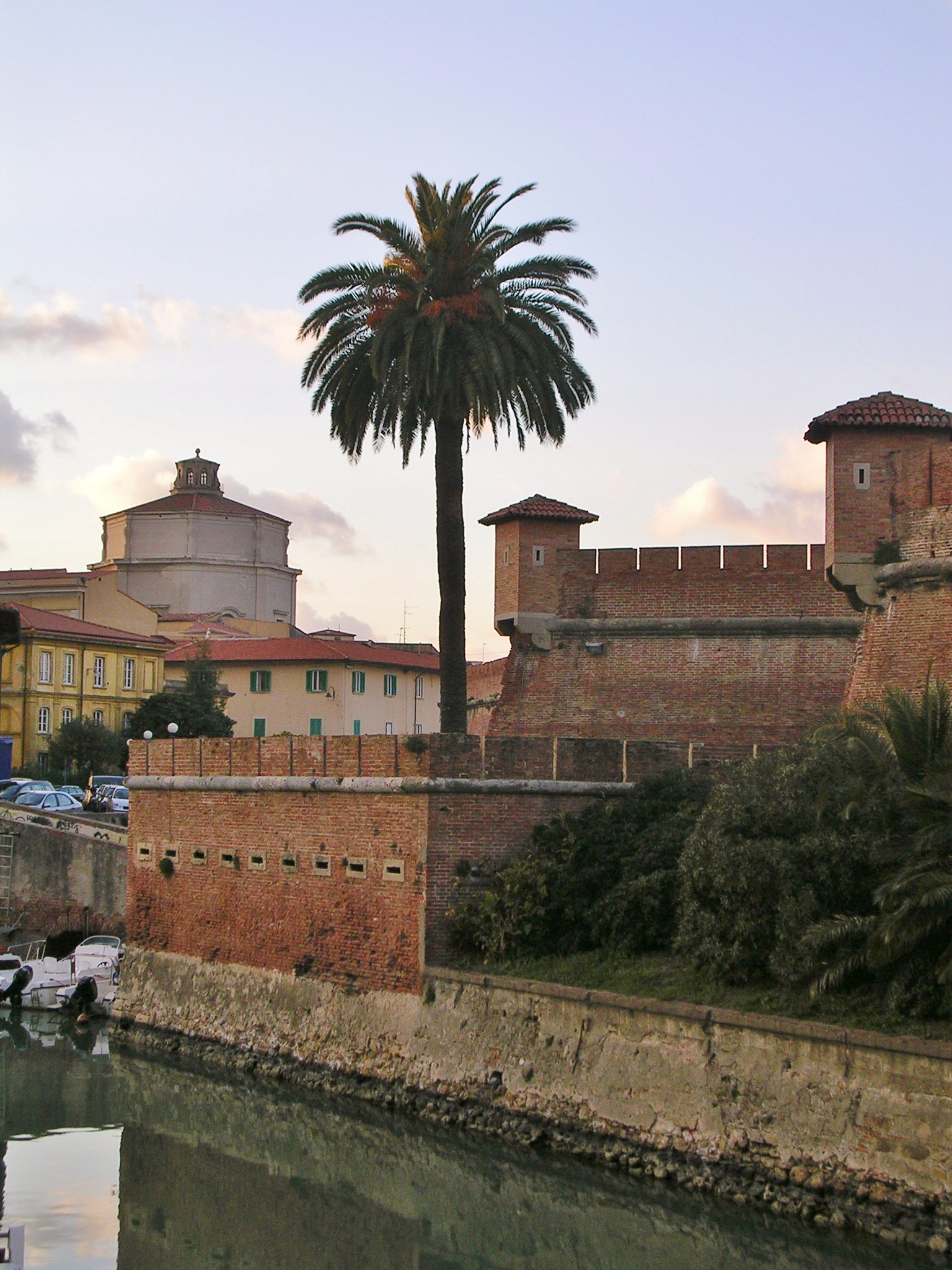
La cupola vista dalla Fortezza Nuova

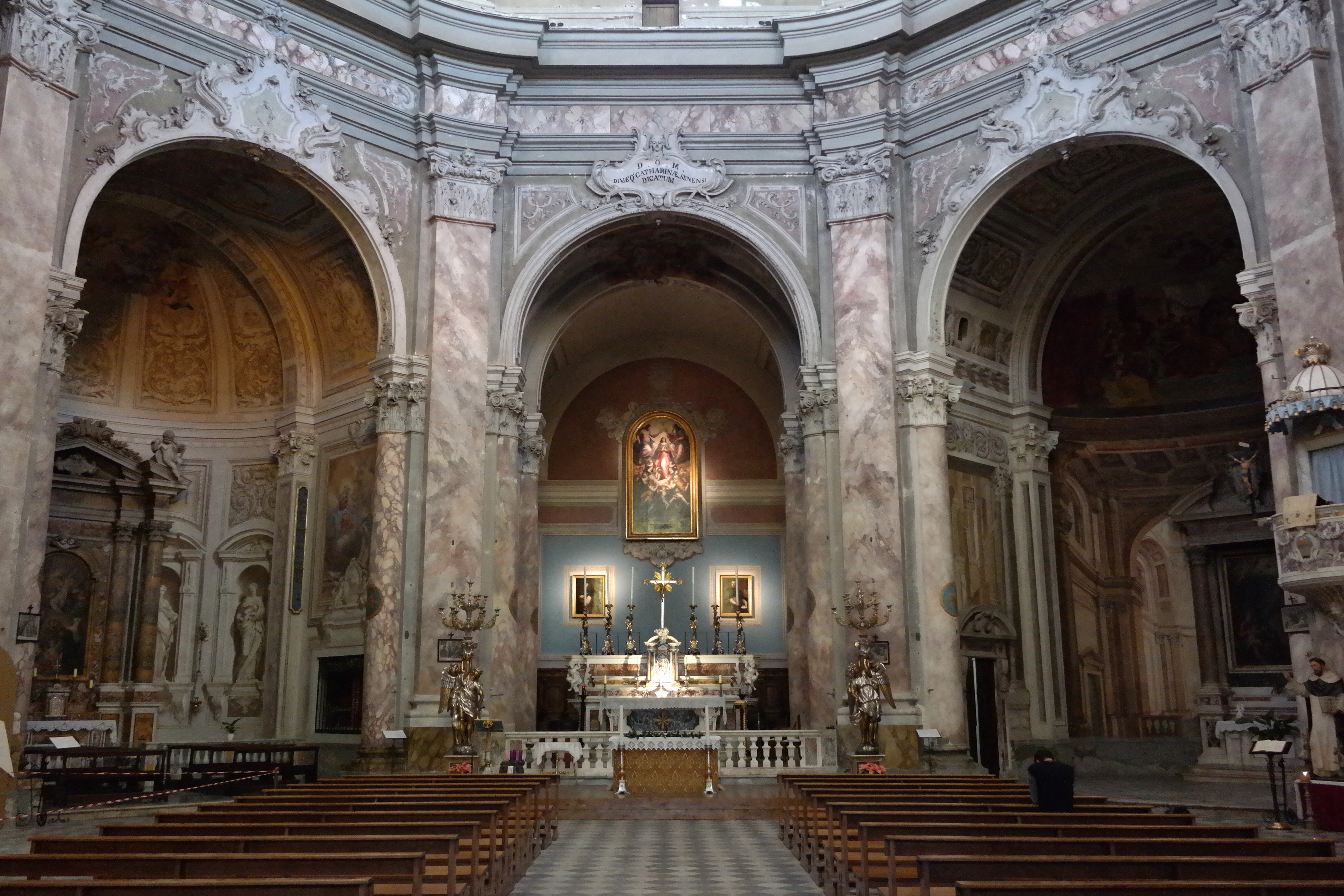
L'interno

L'edificio presenta una pianta ottagonale con cappelle laterali ed è sormontato da una grande cupola, alta quasi cinquanta metri grazie alla lanterna aggiunta nel 1869 da Dario Giacomelli.
La facciata, lasciata allo stato grezzo, un po' come molte altre chiese toscane, presenta solo un grande portale in asse con una finestra policroma; l'interno, illuminato dai finestroni della cupola, è impostato attorno a otto grandi pilastri che sorreggono il tamburo della calotta.
Qui si possono ammirare gli affreschi ottocenteschi di Cesare Maffei realizzati sull'intradosso della volta e che, pur gravemente danneggiati dalle infiltrazioni, costituiscono, con i loro 1.500 metri quadrati, uno degli spazi affrescati più grandi della Toscana.
Negli spicchi della cupola, impreziosita da ornati di Pietro Calamai, il pittore realizzò: San Domenico che riceve il rosario dalla Madonna, i Quattro evangelisti e alcune scene della Vita di Maria.

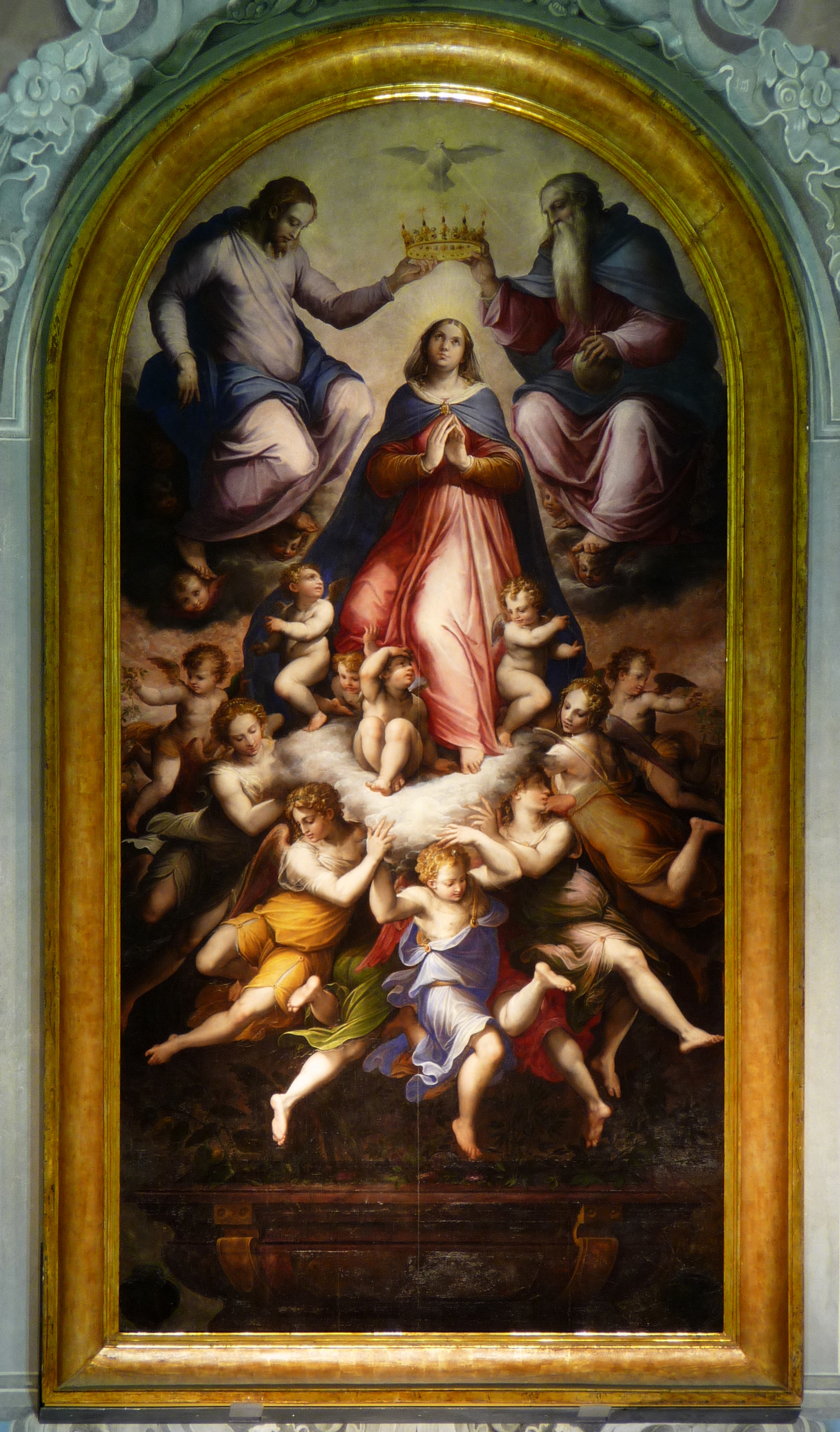
Pala Incoronazione della Vergine di Giorgio Vasari

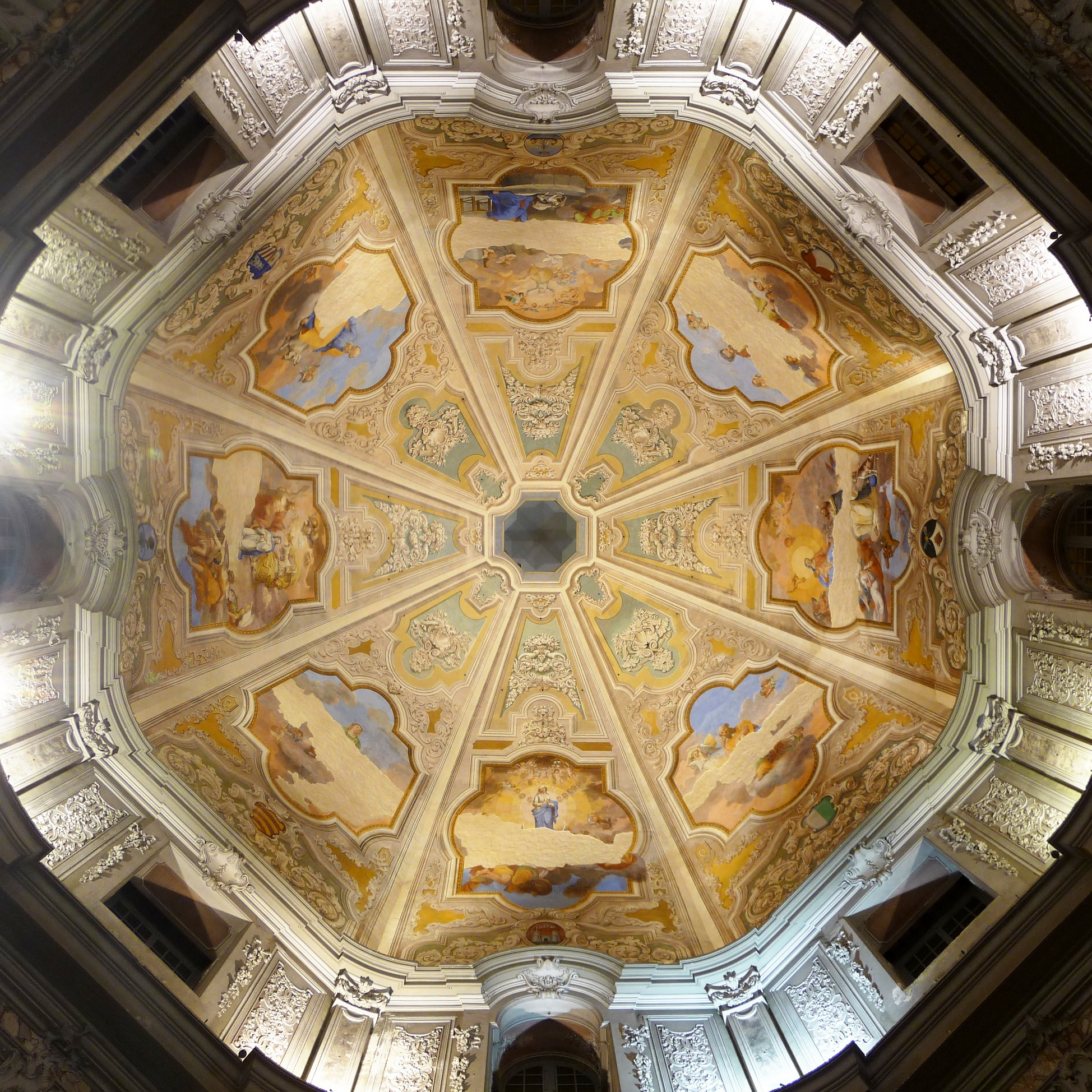
La cupola affrescata

Nel coro vi è un notevole dipinto ad olio di Giorgio Vasari, raffigurante l'Incoronazione della Vergine. Commissionato da Papa Pio V nel 1571, in origine era collocato a Roma, nella cappella di San Michele in Vaticano. Il dipinto, eseguito con la collaborazione della bottega, in particolare forse di Stefano Pieri, fu acquistato in seguito da Antonio Filicchi che, prima del 1818, ne fece dono alla chiesa livornese; è stato ricollocato nella chiesa nei primi mesi del 2007 a seguito di un lungo intervento di restauro effettuato presso il Museo nazionale di Villa Guinigi a Lucca.
Le grandi cappelle che si aprono intorno allo spazio centrale sono ricavate all'interno degli archi che sorreggono la cupola.
La prima a destra dell'ingresso principale è quella di Santa Caterina e presenta, oltre alla statua lignea dell'omonima santa, un affresco di Giuseppe Maria Terreni (Gloria di san Tommaso d'Aquino). Fino al 2010, tuttavia, era dedicata a Vincenzo Ferreri, la cui statua è stata trasferita presso l'ingresso della chiesa.
Segue quindi la cappella di Gesù della Pietà, dove è esposta la statua in cartapesta a grandezza naturale di Gesù detta anche Gesù della Canna realizzata alla fine del XVII secolo; in questa cappella anticamente era presente un ingresso laterale che metteva in comunicazione il tempio con la via del Forte San Pietro; adiacente a questa si apre la cappella di San Giuseppe, sontuosamente decorata a spese della congregazione dei falegnami e maestri d'ascia.
Invece, sulla sinistra, oltre il coro e l'altare maggiore, si trova la cappella della Madonna del Rosario, dove è collocato un piccolo presepe; le pareti presentano affreschi ben conservati di Giuseppe Maria Terreni (San Domenico che riceve il rosario e Pio V che prega durante lo svolgersi della battaglia di Lepanto).
Di fianco è ubicato l'ingresso laterale della chiesa, sormontato da un ballatoio dove è disposto un grande organo. Si tratta di un antico organo costruito da Antonio Ducci nel 1837, che è stato restaurato nel 2011 e reintegrato degli effetti speciali maldestramente tolti in un precedente restauro; lo strumento, con le sue 1.200 canne, è uno dei più importanti della Toscana. Il telo copri organo, con l'immagine di santa Caterina, fu dipinto da Luigi Ademollo.
Infine, il lato sinistro si chiude con la cappella della Madonna di Montenero, dove si trovano le reliquie di santa Vigilia (in passato compatrona di Livorno e protettrice dai terremoti), provenienti da Cagliari e trasportate a Livorno, presso lo scomparso oratorio dei Santi Cosimo e Damiano, nel XVII secolo; successivamente, con la demolizione dell'oratorio, le reliquie furono poste nella chiesa di Santa Caterina, assieme a due quadri, "fatti alla peggio", della medesima santa.